# Silvio Laurenzi
Silvio Laurenzi   (Roma, 20 de maig de 1936 - Roma, 7 de novembre de 2021) va ser un dissenyador de vestuari i actor italià.

## Biografia
Silvio Laurenzi va començar la seva carrera al cinema a la primera meitat dels anys 60 com a actor en diverses pel·lícules com I tre nemici de Giorgio Simonelli el 1962 o La commare secca de Bernardo Bertolucci el mateix any. El 1965, va fer un petit paper a l'escena del ball de màscares filmada a Roma a La fúria de Fantomas d'André Hunebelle.
A partir de la primera meitat dels anys setanta, alterna la seva activitat com a actor i la de dissenyador de vestuari que, amb el temps, esdevindria la seva autèntica professió. Tot i la seva activitat com a dissenyador de vestuari, no va desaparèixer del tot de l'escena. De fet, des dels seus inicis, sovint personifica, a les pel·lícules, l'estereotip de l'homenet divertit i amb tendència homosexual. Per això, durant la dècada dels 70 i de nou en la dècada següent, va ser encara molt demandat i va aparèixer en comèdies comercials italianes, sobretot en el gènere de la comèdia eròtica italiana.
Per citar alguns papers de Silvio Laurenzi quan abandonava el seu ofici de vestuari per a tornar a ser actor, es pot evocar dues pel·lícules realitzades per Steno: La patata bollente (1979) en el qual intercanvia algunes bromes amb el personatge principal interpretat per Renato Pozzetto i Mi faccia causa (1984), en el qual s'oposa, com a advocat de la defensa, a un magistrat, interpretat per Christian de Sica, per defensar el seu client, interpretat per Franco Caracciolo.

## Filmografia parcial

### Com a dissenyador de vestuari
- 1972: Perché quelle strane gocce di sangue sul corpo di Jennifer? de Giuliano Carnimeo
- 1972: Tutti i colori del buio de Sergio Martino
- 1972: Il coltello di ghiaccio d'Umberto Lenzi
- 1973: I Corpi presentano tracce di violenza carnale de Sergio Martino
- 1973: Milano rovente d'Umberto Lenzi
- 1975: L'Uomo della strada fa giustizia d'Umberto Lenzi
- 1983: Sapore di mare de Carlo Vanzina
- 1992: Beyond Justice de Duccio Tessari

### Com a actor
- 1962: I tre nemici de Giorgio Simonelli
- 1962: La commare secca de Bernardo Bertolucci
- 1965: La fúria de Fantomas d'André Hunebelle
- 1967: Assalto al tesoro di stato de Piero Pierotti
- 1974: The Arena, de Steve Carver: Priscium
- 1979: La patata bollente de Steno
- 1984: Mi faccia causa de Steno